# Kleinaugen-Hammerhai
Der Kleinaugen-Hammerhai (Sphyrna tudes) ist eine mit einer Körperlänge von durchschnittlich 1,20 bis 1,30 Metern vergleichsweise kleine Art aus der Familie der Hammerhaie (Sphyrnidae). Er lebt im Bereich der tropischen und subtropischen Küstengebiete und des Kontinentalschelfs im westlichen Atlantischen Ozean von Venezuela bis Uruguay. Sein Lebensraum ist aufgrund der einmündenden großen Flüsse schlammig und trübe. Wegen der dadurch bedingten geringen Sichtweite sind die Augen als Sinnesorgan zweitrangig und deswegen zurückgebildet. Die ausgewachsenen Männchen und Jungtiere bilden Gruppen, während die Weibchen eher als Einzelgänger leben. Auffällig ist ihre hellgelbe bis orangefarbene Färbung des Kopfes, der Flanken und der Flossen. Wie andere Hammerhaie besitzt auch diese Art einen hammerförmig vergrößerten Kopf (Cephalofoil), der bei dieser Art gebogen ist.
Die gelb-orange Färbung stammt wahrscheinlich von Garnelen der Art Xiphopenaeus kroyeri, die die Hauptnahrung der Junghaie darstellen, sowie den Fischen und Fischrogen, von denen sich die ausgewachsenen Haie vorwiegend ernähren. Aufgrund seiner Häufigkeit ist der Kleinaugen-Hammerhai ein ökonomisch bedeutender Beifang der südamerikanischen Küstenfischer. In den letzten Jahren kam es durch den hohen Fischereidruck zu einem starken Rückgang der Bestandszahlen. Aufgrund dieser Entwicklung sowie der langsamen Reproduktionsraten des Hais wurde der Hai von der International Union for Conservation of Nature (IUCN) als potenziell gefährdet („vulnerable“) eingestuft.

## Merkmale
Der Kleinaugen-Hammerhai ist eine der kleineren Arten innerhalb der Hammerhaie mit einer maximalen Körperlänge von 1,22 bis 1,50 Meter, wobei er jedoch in der Regel nur 120 bis 130 Zentimeter Körperlänge und ein Gewicht von neun Kilogramm erreicht. Der Körper ist stromlinienförmig und vergleichsweise schlank. Der Kopf bzw. das Cephalofoil ist stark verbreitert und hammerförmig, er erreicht eine Breite, die zwischen 28 und 32 % der Gesamtlänge des Hais beträgt. Die Vorderseite ist breit bogenförmig mit deutlichen Einkerbungen in der Mitte und an beiden Kopfenden. Bei den Jungtieren ist das Cephalofoil breiter und stärker gebogen mit undeutlicheren Vertiefungen als bei den ausgewachsenen Haien. Das auffälligste Merkmal dieses Hammerhais ist seine Färbung: Der Rücken und die Rückenflossen sind grau bis gelblich-grau während die Ränder des Cephalofoil, die Flanken sowie die Bauchseite, die Brust-, Bauch- und Afterflossen hellgelb bis orange gefärbt sind und einen metallischen und irisierenden Schimmer aufweisen. Neugeborene Haie sind auf der Oberseite grau und haben eine dunklere erste Rückenflosse und obere Schwanzflosse sowie einen weißlichen Bauch. Sie bekommen mit einer Körperlänge von etwa 45 Zentimetern eine hellgelbe Färbung der Unterseite, die ab etwa 50 Zentimetern zu einem Orange dunkelt. Die stärkste Intensität mit goldener Färbung haben Haie zwischen 55 und 70 Zentimeter Körperlänge, mit der Geschlechtsreife nimmt diese wieder ab. Bei toten Individuen verschwindet die Färbung sehr schnell.
Die Augen, die an den beiden Seitenenden des Cephalofoil sitzen, sind im Vergleich zu jenen aller anderen Hammerhaiarten deutlich kleiner und besitzen eine Nickhaut als Schutz für das Auge. Die Nasenlöcher liegen direkt vor den Augen und besitzen eine deutliche Furche, die bis zum Zentrum des Cephalofoil reicht. Das Maul ist stark gebogen und enthält auf jeder Seite des Oberkiefers 15 bis 16 und auf jeder Seite des Unterkiefers 15 bis 17 Zähne. Die Zähne des Ober- und Unterkiefers sind dreieckig mit einer schmalen Spitze und glatt bis leicht gezähnt. Im Oberkiefer sind sie abgewinkelt und schräg, während sie im Unterkiefer gerade ausgebildet sind.
Wie alle Arten der Familie besitzt auch dieser Hammerhai fünf Kiemenspalten, ein Saugloch fehlt. Die erste Rückenflosse ist groß und leicht gebogen bis sichelförmig und setzt oberhalb des Ansatzes der Brustflossen an. Die zweite Rückenflosse ist deutlich kleiner – jedoch im Vergleich zu anderen Arten verhältnismäßig groß – und besitzt einen konkav gebogenen Hinterrand. Die Bauchflossen besitzen einen nahezu geraden Hinterrand und die Afterflosse ist größer und länger als die zweite Rückenflosse. Die asymmetrische Schwanzflosse besitzt einen deutlich ausgebildeten unteren Lobus und einen großen oberen Lobus mit einem kleinen Endlappen. Die Hautzähne (Placoidschuppen) sind oval mit fünf horizontalen Kielen, die in kleine Zähnchen auslaufen.

## Verbreitung

Verbreitungsgebiete des Kleinaugen-Hammerhais

Das Verbreitungsgebiet des Kleinaugen-Hammerhais erstreckt sich entlang der subtropischen Atlantikküste Südamerikas von Uruguay bis Venezuela, wobei der Hai nur selten westlich des Orinoko-Deltas südöstlich von Trinidad auftaucht. Unbestätigte Sichtungen liegen zudem aus den Küstengebieten Mexikos, Panamas und Floridas vor; weitere Sichtungen aus anderen Meeresgebieten können als fehlerhaft betrachtet werden und resultieren aus Verwechslungen und der komplizierten taxonomischen Geschichte der Artzuordnung. Er gehört innerhalb seines Verbreitungsgebietes zu den häufigsten Haien.
Die Art bevölkert trübe Küstengebiete in Tiefen von 5 bis 40 Metern über schlammigem Grund. Dabei bildet er Aggregationen, die nach Geschlecht und Alter getrennt sind; Neugeborene und Junghaie unter 40 Zentimeter Körperlänge kommen in den Flachwasserzonen vor und wandern mit zunehmendem Alter in tiefere Bereiche. Geschlechtsreife Weibchen sind vor allem in Tiefen von 9 bis 18 Metern anzutreffen, während größere Jungtiere und geschlechtsreife Männchen in Tiefen von 27 bis 36 Metern leben. Die Art ist zudem tolerant gegenüber Brackwasser und benötigt eine Salinität von 20 bis 34 ppt.

## Lebensweise
Das Verbreitungsgebiet des Kleinaugen-Hammerhais überschneidet sich mit dem von vier weiteren Hammerhai-Arten: den beiden kleinen Arten Löffelkopf- und Schaufelnasen-Hammerhai sowie den großen Arten Bogenstirn- und Großer Hammerhai. Aufgrund ihrer unterschiedlichen Lebensweisen, Habitate und Nahrungsspezialisierungen tritt jedoch kaum Konkurrenz zwischen diesen Arten auf. Der Kleinaugen-Hammerhai ist die dominante Art in den flachen und schlammigen Küstenbereichen, in denen die hohe Trübung das Sichtfeld stark einschränkt und andere Sinnesorgane in den Vordergrund treten; die Augen, die bei diesem Hai deutlich verkleinert sind, spielen entsprechend nur eine sekundäre Rolle.
Geschlechtsreife Männchen und Jungtiere beiderlei Geschlechts bilden Schulen von Tieren gleicher Größe, wobei diese Gruppen bei der Fortpflanzung und bei Wanderungen keine Rolle spielen. Geschlechtsreife Weibchen sind wahrscheinlich Einzelgänger.
Fressfeinde des Kleinaugen-Hammerhais stellen vor allem größere Haie wie der Bullenhai (Carcharhinus leucas) dar, Jungtiere werden zudem von größeren Knochenfischen erbeutet. Dabei kann die gelbe Färbung der Haie im trüben Wasser der Tarnung dienen. Ein bekannter Parasit des Kleinaugen-Hammerhais ist der zu den Monogenea zählende Saugwurm Erpocotyle schmitti, außerdem kann der Hai als Wirt für ektoparasitisch lebende und häufige Copepoda wie Echthrogaleus coleoptratus, Pandarus saturus und P. cranchii dienen.

### Ernährung
Junge Kleinaugen-Hammerhaie mit einer Körperlänge unter 67 Zentimetern ernähren sich vor allem von Geißelgarnelen (Penaeidae), insbesondere von der Art Xiphopenaeus kroyeri. Die größeren Haie erbeuten Knochenfische, vor allem Kreuzwelse (Ariidae) und nehmen dabei auch deren Rogen auf, da diese Maulbrüter sind. Sowohl die Garnelen wie auch die Schleimumhüllung der Fische und die Eier der Kreuzwelse enthalten große Mengen an Carotinoiden, die wahrscheinlich der Grund für die starke Gelb- bis Orangefärbung der Haie sind; ob die Färbung der Welse ebenfalls auf die Garnelen zurückzuführen ist, ist unklar. 1996 konnte nachgewiesen werden, dass die Carotinoide zu 98 % aus α- und β-Carotinoiden bestehen während Xanthophylle nicht enthalten sind.
Auch der ebenfalls in diesen Habitaten lebende Kleinaugen-Glatthai (Mustelus higmani ), der sich ebenso von den carotinoidreichen Garnelen ernährt, hat eine gelbliche Farbe, die jedoch nicht die Intensität derjenigen des Hammerhais erreicht. Zudem erbeutet der Kleinaugen-Hammerhai Schwimmkrabben, Kopffüßer, Umberfische sowie neugeborene Bogenstirn-Hammerhaie.

### Fortpflanzung und Entwicklung
Wie alle Hammerhaie ist diese Art lebendgebärend (ovovivipar), wobei die ungeborenen Junghaie über eine Dottersack-Plazenta ernährt werden. Dabei wird der Dottersack, nachdem der Dottervorrat von den Junghaien verbraucht wurde, in eine Plazenta umgebildet, die der der Säugetiere analog ist und im Laufe der weiteren Entwicklung die Ernährung über den mütterlichen Blutkreislauf sicherstellt. Die Weibchen besitzen nur einen ausgebildeten Eierstock, jedoch zwei Uteri. Sie können aufgrund des auch während der Tragzeit möglichen Eisprungs jährlich Jungtiere austragen und zur Welt bringen.
Die Anzahl der Jungtiere und die Entwicklung des Kleinaugen-Hammerhais variieren je nach Region. Vor Trinidad findet die Fortpflanzung während eines festen Jahreszyklus statt, wobei die Paarung im August bis September erfolgt und die Jungtiere im Folgejahr im späten Mai bis Juni zur Welt kommen. Dabei trägt das Weibchen zwischen fünf und zwölf Jungtiere über einen Zeitraum von zehn Monaten aus, wobei sie die beutereichen Flachwasserbereiche der Buchten als Geburts- und Aufzuchtgebiet nutzt. Die neugeborenen Haie haben eine Größe von etwa 30 Zentimetern, die Geschlechtsreife erreichen die männlichen Tiere mit etwa 80 Zentimetern und die weiblichen mit etwa 90 Zentimetern. Im Gegensatz dazu sind die Haie vor der Küste des brasilianischen Bundesstaats Maranhão deutlich größer, die männlichen Tiere erreichen die Geschlechtsreife mit etwa 92 Zentimetern und die weiblichen mit etwa 101 Zentimetern. Da die Anzahl der Junghaie mit der Größe der Weibchen zunimmt, wurden Haie vor Maranhão mit bis zu 19 Jungtieren dokumentiert. Auch die jahreszeitlichen Zyklen existieren hier nicht: Trächtige Weibchen wurden von Juni bis Oktober und Januar bis April gefunden, kopulationsbereite Männchen treten von Mai bis November und im März auf.

## Systematik

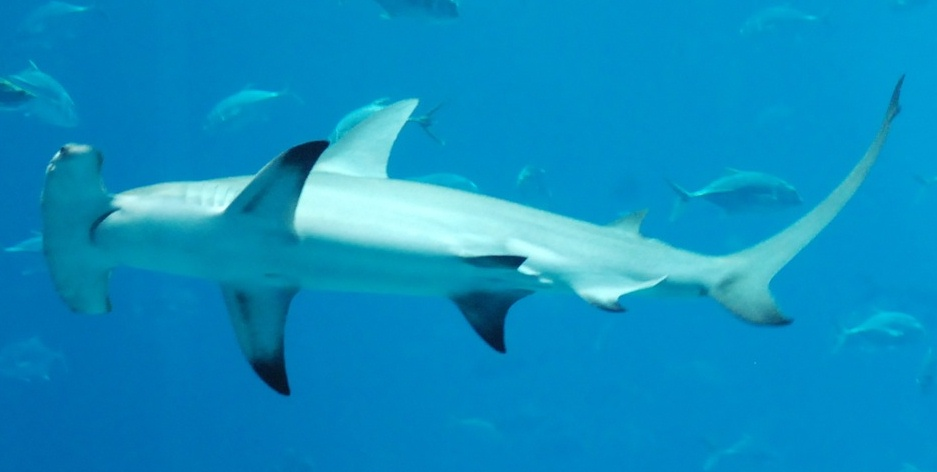
Aufgrund eines Missverständnisses wurde die Erstbeschreibung auf den Großen Hammerhai bezogen, der entsprechend als Sphyrna tudes bekannt wurde

Obwohl der Kleinaugen-Hammerhai eine der am einfachsten zu bestimmenden Hai-Arten überhaupt ist und sich auch von allen anderen Hammerhaien deutlich unterscheidet, kam es bei seiner taxonomischen Zuordnung in der Vergangenheit immer wieder zu Unsicherheiten und Revisionen. Seine wissenschaftliche Benennung ist bis heute nicht abschließend geklärt. Die wissenschaftliche Erstbeschreibung des Hais erfolgte 1822 durch den französischen Zoologen Achille Valenciennes als Zygaena tudes in der Zeitschrift Memoires du Museum National d’Histoire Naturelle; das Epitheton tudes stammt aus der lateinischen Sprache und bedeutet „Hammer“. Valenciennes bezog sich in seiner Beschreibung auf drei Individuen: einem Hai aus Nizza (Frankreich), einem aus Cayenne in Französisch-Guyana und einem von der Coromandel Coast in Indien. Für mehr als zwei Jahrhunderte wurde von Taxonomen allerdings angenommen, dass sich die Beschreibung auf den Großen Hammerhai bezog, der damit als Zygaena (später Sphyrna) tudes bekannt wurde, während der Kleinaugen-Hammerhai wissenschaftlich als Sphyrna bigelowi benannt wurde, erstbeschrieben durch Stewart Springer in einer Ausgabe des Journal of the Washington Academy of Sciences im Jahr 1944.
1950 stellte Enrico Tortonese fest, dass weder das Individuum aus Nizza als auch das Individuum aus Cayenne Große Hammerhaie waren, sondern vielmehr der mittlerweile als S. bigelow bekannten Art angehörten; das Exemplar aus Indien war zwischenzeitlich verlorengegangen, sodass für dieses keine Artbestimmung mehr durchgeführt werden konnte. Carter Gilbert schloss sich 1967 in seiner Revision der Hammerhaie der Stellung Tortoneses an und wies darauf hin, dass der verlorengegangene Hai aus Indien vermutlich ein Großer Hammerhai war während keines der vorhandenen Individuen dieser Art angehörte. Sphyrna tudes wurde dadurch der offizielle wissenschaftliche Name des Kleinaugen-Hammerhais während S. bigelowi als später beschriebenes Synonym zurückgestellt wurde; der Große Hammerhai bekam stattdessen den wissenschaftlichen Namen Sphyrna mokarran. Gilbert benannte das Exemplar aus Nizza als Lectotyp, nach dem S. tudes identifiziert werden sollte, und gab ihm damit Priorität gegenüber dem Individuum aus Cayenne.
1981 wurden die beiden Typusexemplare von Jean Cadenat und Jacques Blache erneut untersucht. Sie stellten fest, dass das Nizza-Exemplar kein Kleinaugen-Hammerhai war, sondern ein Jungtier des zu dem Zeitpunkt als Art anerkannten Weißflossen-Hammerhais (S. couardi, heute ein Synonym des Bogenstirn-Hammerhais (S. lewini)). Dadurch ließ sich der ungewöhnliche Fundort des Hais vor der französischen Küste erklären, da der Hai nach heutiger Erkenntnis nur an den amerikanischen Küsten anzutreffen ist. Aufgrund der Regeln der binominalen Nomenklatur müsste aufgrund dieser Erkenntnis Sphyra tudes statt S. couardi der offizielle Name für den Weißflossen-Hammerhai sein, während der Kleinaugen-Hammerhai wieder als Sphyrna bigelowi bezeichnet werden müsste. Aufgrund der Taxonomiegeschichte verzichteten die Taxonomen bislang jedoch auf eine erneute Namensänderung zurück und behielten S. tudes als Namen bei. Für diese Lösung wäre ein offizieller Beschluss der Internationalen Kommission für Zoologische Nomenklatur (ICZN) erforderlich, die die Stellung des Nizza-Exemplars als Lectotypus ablehnen und auf das Cayenne-Exemplar übertragen müsste; eine entsprechende Petition liegt jedoch noch nicht vor.
Insgesamt werden in der Gattung Sphyrna acht Arten geführt, die gemeinsam mit der nur durch den Flügelkopf-Hammerhai (Eusphyra blochii) gebildeten Gattung Eusphyrna die Familie der Hammerhaie (Spyrnidae) bilden. Aufgrund phylogenetischer Untersuchungen auf der Basis von morphologischen sowie molekularbiologischen Merkmalen (Isoenzyme und mitochondriale DNA) konnte nachgewiesen werden, dass der Kleinaugen-Hammerhai die Schwesterart eines aus dem Korona-Hammerhai (Sphyrna corona) und dem Löffelkopf-Hammerhai (Sphyrna media) gebildeten Taxons darstellt. Dieses Taxon steht dem Schaufelnasen-Hammerhai (Sphyrna tiburo) gegenüber und alle gemeinsam bilden ein Taxon, das den drei großen Arten der Gattung Spyrna gegenübergestellt wird. Eine weitere phylogenetische Arbeit von Lim et al. 2010 bestätigt die Grundtendenz, auch wenn sie sich im Detail leicht unterscheidet: Hier wird der Kleinaugen-Hammerhai als Schwesterart des Löffelkopf-Hammerhais identifiziert, denen ein Taxon aus Korona- und Schaufelnasen-Hammerhai gegenübersteht.
Es wird deutlich, dass die kleineren Arten mit dem schmaleren Cephalofoil gegenüber den hammerköpfigen Arten den abgeleiteten Zustand darstellen und dass innerhalb der Hammerhaie ein großes Cephalofoil wie beim Kleinaugen-Hammerhai den ursprünglichen Zustand darstellt. Damit verbunden ist eine Funktionsveränderung des Cephalofoil, die sich in der Lebensweise der Hammerhaie widerspiegelt: Während ein breites Cephalofoil bei den freischwimmenden Arten des Pelagials vorkommt und dort vor allem die Rolle als Tragflügel wahrnimmt, leben die kleineren Arten mit kleinerem Cephalofoil, so auch der Kleinaugen-Hammerhai, vor allem in Bodennähe sowie in schlammigen Küstengebieten und nutzen die Ausstattung der Sinnesorgane, insbesondere der Lorenzinischen Ampullen, zur Lokalisierung von Beutetieren.

## Beziehung zum Menschen
Die kleinen Haie sind bei Begegnungen mit Menschen scheu und aufgrund ihrer geringen Größe ungefährlich. Sie werden in ihrem gesamten Verbreitungsgebiet als Beifang bei der Küstenfischerei gefangen und als Nahrungsmittel vermarktet. Im Küstenbereich von Trinidad, Guyana und Brasilien gehören sie zu den häufigsten auf diese Weise gefangenen Haien, wobei sich aufgrund der Kopfform Haie aller Altersstufen in den Fischernetzen finden; weitere Individuen werden an Fangleinen oder mit Bodennetzen gefangen.
Die International Union for Conservation of Nature (IUCN) stuft diesen Hai als potenziell gefährdet („vulnerable“) ein, da er unter einem intensiven Fischereidruck steht und durch seine geringe Reproduktionsrate sehr anfällig für einen Populationsrückgang ist. Dabei bestehen einzelne Hinweise darauf, dass die Fangzahlen des Kleinaugen-Hammerhais vor Trinidad und dem nördlichen Brasilien bereits signifikant zurückgegangen sind und dies als Indiz für einen Populationsrückgang in seinem gesamten Verbreitungsgebiet gewertet werden kann. Derzeit bestehen keine Schutzmaßnahmen, die auf den Erhalt dieser Art gerichtet sind.